# Wojciech Szczęsny
Wojciech Tomasz Szczęsny, född 18 april 1990 i Warszawa, Polen, är en polsk fotbollsspelare (målvakt) som spelar för FC Barcelona.
Hans far, Maciej Szczęsny, var även han en polsk landslagsmålvakt.

## Klubbkarriär
Szczęsny debuterade i tävlingssammanhang för Arsenal i en match mot West Bromwich Albion i Carling Cup den 22 september 2009, och gjorde sedan A-landslagsdebut bara en månad senare. 
Den 28 januari 2011 gick Wenger ut och sade att Szczęsny är nummer ett i Arsenal.
Den 13 december 2010 gjorde Szczęsny sin Premier League-debut, detta mot Manchester United på Old Trafford. Han ersatte Łukasz Fabiański och Manuel Almunia som båda var skadade. Trots att United vann matchen med 1-0 gjorde Szczęsny en bra match.
Den 29 juli 2015 lånades Szczęsny ut till Roma över säsongen 2015/2016. Även säsongen 2016/2017 blev han utlånad till Roma.
Den 19 juli 2017 värvades Szczęsny av Juventus, där han skrev på ett fyraårskontrakt.
Efter säsongen 2023/2024 gick han ut med att han avslutar karriären, men efter att Marc-André ter Stegen blivit långtidsskadad skrev Szczęsny på ett korttidskontrakt med FC Barcelona över säsongen 2024/2025.

## Landslagskarriär
Szczęsny gjorde sin debut i Polens seniorlandslag mot Kanada den 18 november 2009, när han i den 46:e minuten byttes in mot Tomasz Kuszczak. Han var uttagen i Polens trupp vid fotbolls-EM 2012.